# Ženik (bajka)
Ženik - bajka Aleksandra Sergejeviča Puškina koju je napisao 30. srpnja 1825. Objavljena je u Moskovskom vjesniku 1827.
Djelo je napisano baladnom strofom. Prema mišljenju povjesničara književnosti, ono se temelji na bajci braće Grimm Ženik razbojnik. Međutim, Puškin je preradio bajku, pridao joj karakteristični ruski narodni stil, promijenio neke detalje.